# Okružná (powiat Preszów)
Okružná (węg. Kiskörösfő) – wieś (obec) na Słowacji położona w kraju preszowskim, w powiecie Preszów. Pierwsza pisemna wzmianka o miejscowości pochodzi z roku 1359.